# Mauritánská kuchyně

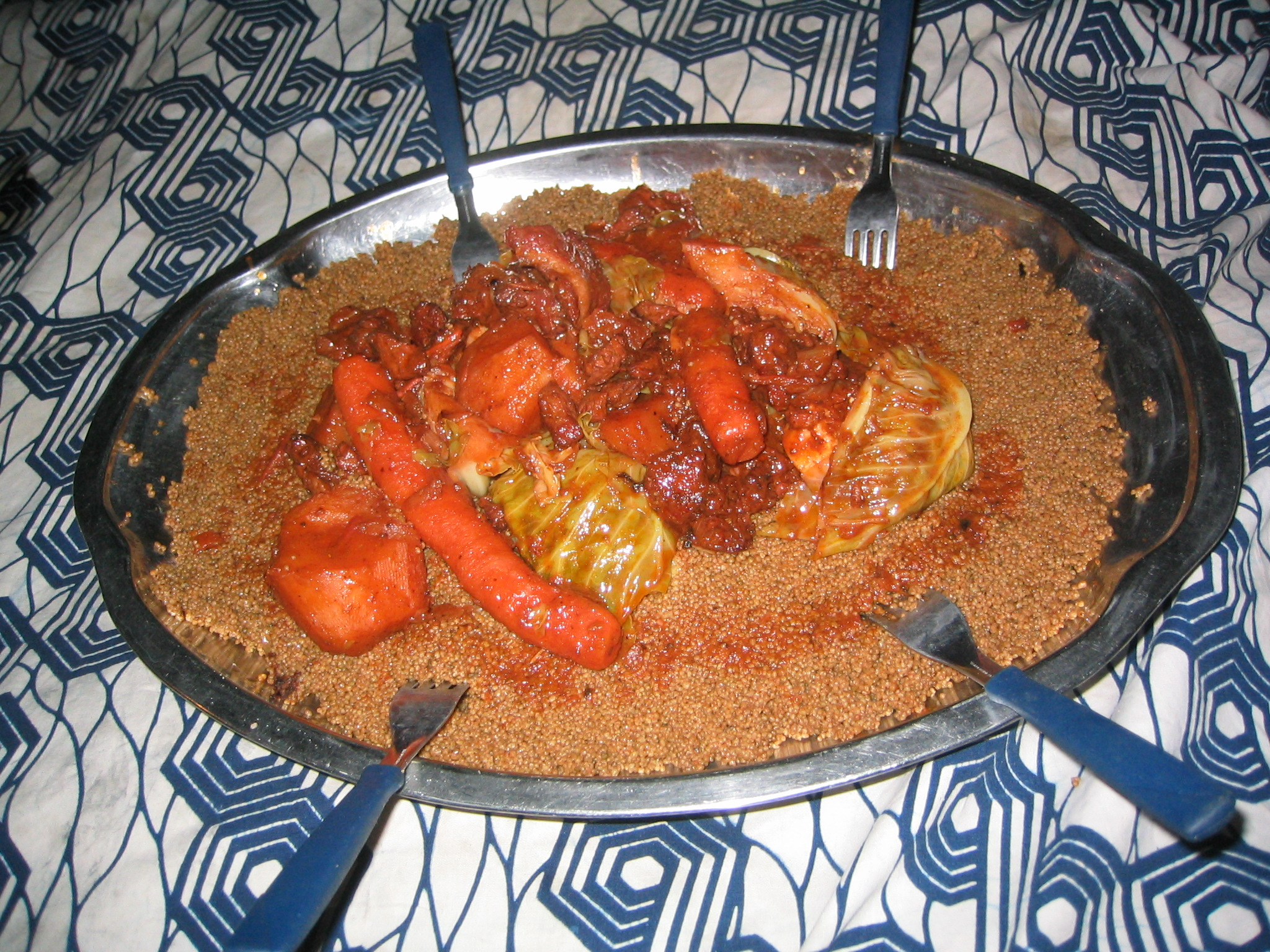
Mauritánský velbloudí kuskus

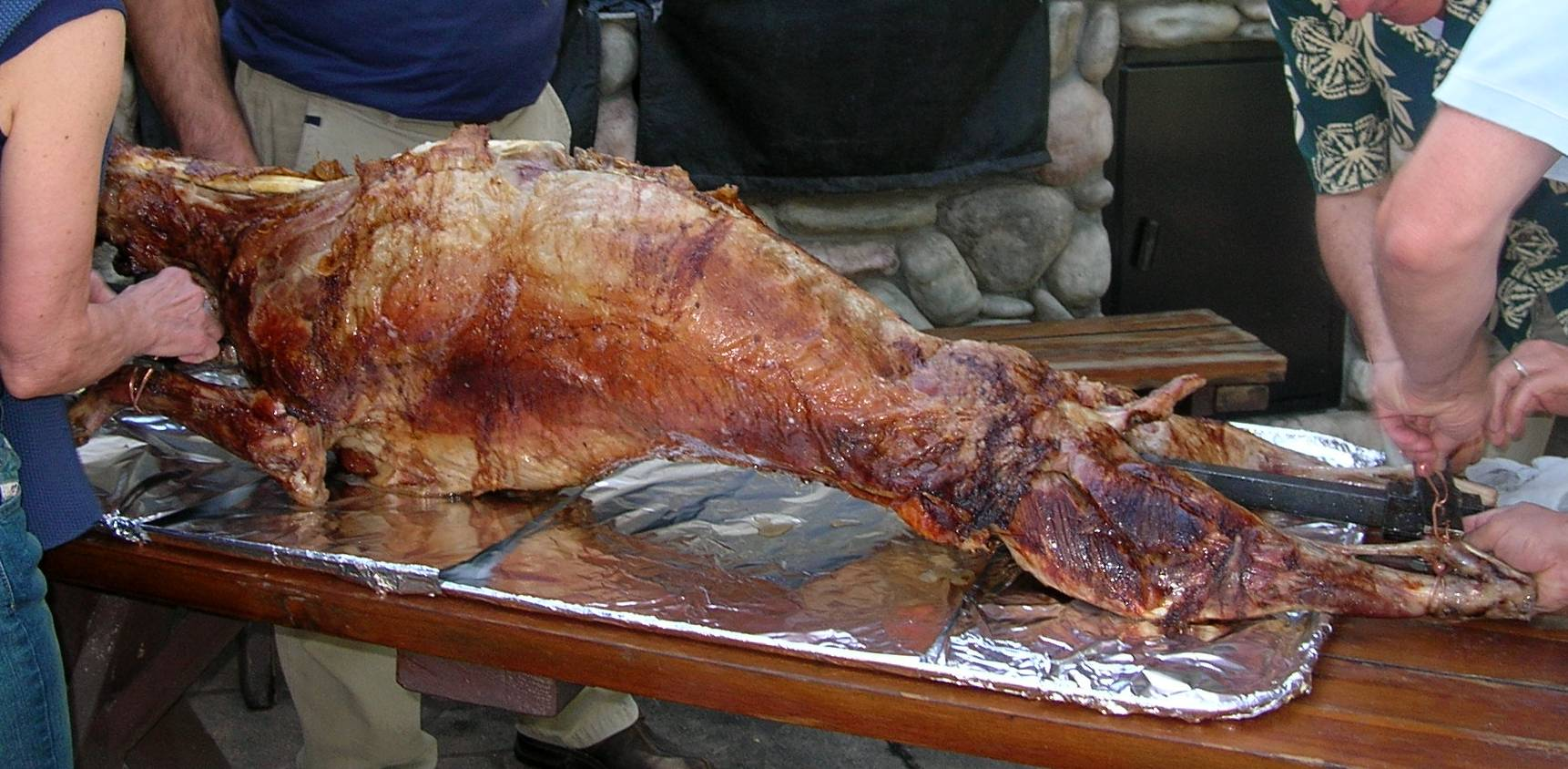
Méchoui

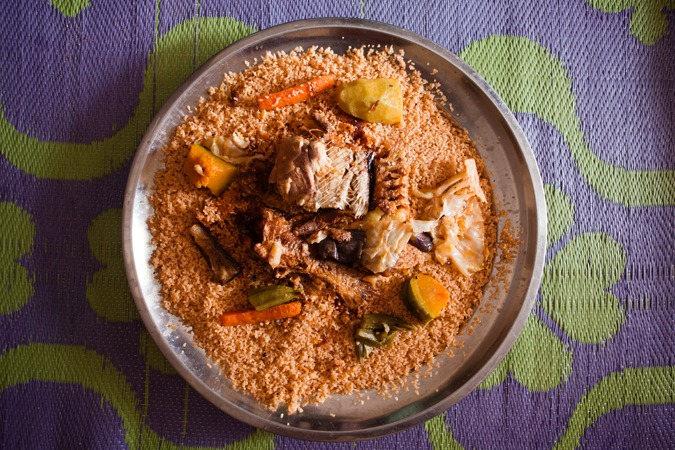
Thieboudienne

Mauritánská kuchyně (též mauretánská kuchyně, arabsky: مطبخ موريتاني) v sobě kombinuje prvky arabské a africké kuchyně. V severní Mauritánii se mauritánská kuchyně blíží marocké kuchyni, v jižní zase senegalské. Byla ovlivněna též francouzskou kuchyní.

## Příklady mauritánských pokrmů
Příklady mauritánských pokrmů:
- Thieboudienne, rýžová směs s rybím masem a rajčatovým protlakem, někdy se považuje za národní jídlo Mauritánie, přestože pochází ze Senegalu
- Yassa, kuřecí maso vařené v omáčce z cibule a rajčat
- Maafe, arašídová omáčka
- Méchoui, ovce grilované vcelku na způsob barbecue
- Kuskus
- Harira, polévka z čočky, masa a rýže
- Avokádový pudink[2]

## Příklady mauritánských nápojů
- Jus de bouye, džus z plodů baobabu[1]
- Zrig, velbloudí mléko[1]
- Mátový čaj[1]
- Konzumace alkoholu je silně omezena, alkoholické nápoje jsou prodávány jen ve vybraných hotelech